# Royal Enfield Himalayan
Die Royal Enfield Himalayan ist ein Reiseenduro-Motorrad des zum Eicher-Konzern gehörenden indischen Herstellers Royal Enfield.
Sie wurde mit Hilfe von Harris Performance Products entwickelt, einem britischen Konstruktionsbüro, das sich unter anderem mit der  Entwicklung von Rennmotorrädern und -teilen befasst und inzwischen zu Royal Enfield gehört.
Die Himalayan ist primär für den indischen Markt gedacht und von daher eher für  unbefestigte Straßen ausgelegt als auf hohe Spitzengeschwindigkeit. In Europa wurde sie auf der Motorradmesse EICMA 2016 in Mailand präsentiert.

## Antrieb
Für die Himalayan konstruierte Royal Enfield einen neuen luftgekühlten Einzylindermotor mit obenliegender Nockenwelle. Sie wird über eine Kette angetrieben und betätigt die schräg gegenüber (in V-Form) hängenden Ventile über Kipphebel. Der mit 86 mm Hub und 78 mm Bohrung langhubig ausgelegte Motor hat 411 cm³ Hubraum und erreicht eine maximale Leistung von 18 kW (24,5 PS) bei 6000/min. Der Motor und das Fünfganggetriebe sind in einem gemeinsamen Gehäuse vereinigt. Die Mehrscheibenkupplung läuft im Ölbad. Das Hinterrad wird über eine Kette angetrieben. Der Tank fasst 15 l.

## Rahmen und Fahrwerk
Die Himalayan hat einen Halb-Doppelschleifenrohrrahmen (mit gegabeltem Unterrohr). Die Sitzhöhe ist 800 mm für den Fahrer, der Soziussitz ist etwas höher. Für Packtaschen sind Halterungen vorgesehen. Eine 41-mm-Teleskopgabel mit 200 mm Federweg führt das Vorderrad, am Hinterrad ist eine Schwinge mit Monofederbein und 180 mm Federweg eingebaut. Das Vorderrad hat die Reifengröße 90/90 - 21", das Hinterrad 120/90 - 17". Damit ergibt sich die Bodenfreiheit zu 220 mm. An beiden Rädern sitzen Scheibenbremsen, vorn mit 300 mm Durchmesser, hinten je nach Quelle 200  oder 240 mm. Die Bremse arbeitet mit einem Zweikanal-Antiblockiersystem.